# Galerie Strossmayer des maîtres anciens

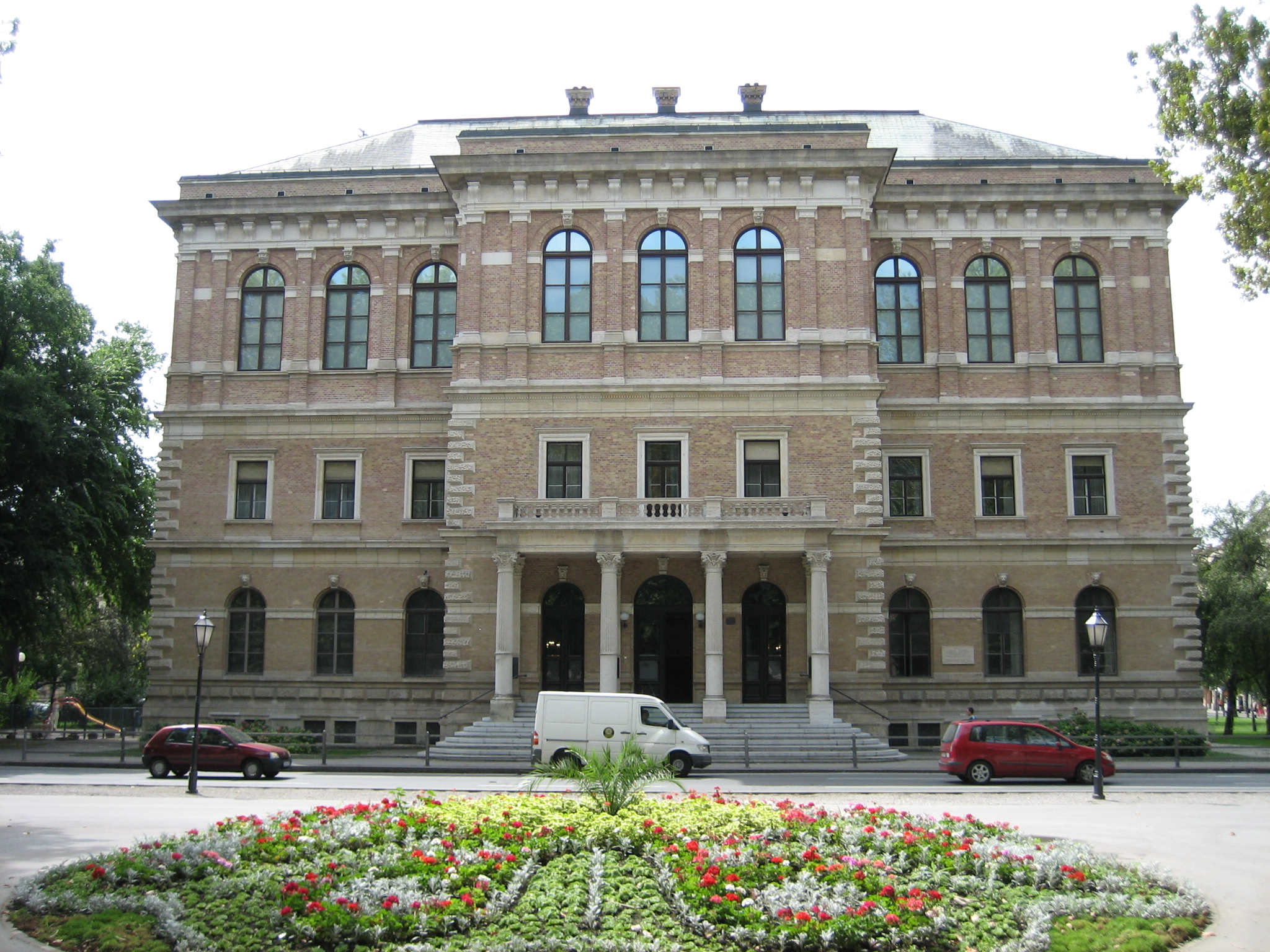
La galerie Strossmayer des Maîtres Anciens est située dans l'ancienne académie croate des Sciences et des Arts.

La galerie Strossmayer des maîtres anciens (croate : Strossmayerova galerija starih majstora) est un musée des beaux-arts de Zagreb, en Croatie ; il rassemble la collection léguée à la ville en 1884 par l'évêque Josip Juraj Strossmayer. Situé au 11, Place Nikola Šubić Zrinski, il fait partie de l'Académie croate des sciences et des arts (Hrvatska akademija znanosti i umjetnosti).  
Le fond de la galerie Strossmayer comprend environ 4 000 œuvres, dont quelque 250 sont exposées, le reste se trouvant soit dans les réserves du musée, soit en prêt à divers autres musées ou collections de Croatie. 
Parmi ces œuvres, on trouve le Portrait de Madame Récamier peint par Antoine-Jean Gros vers 1825. 